# برناردو سوتو الفارو
برناردو سوتو الفارو (بالإسبانية: Bernardo Soto Alfaro)‏ (و. 1854 – 1931 م) هو سياسي، ومحام من كوستاريكا ولد في ألاخويلا.